# Eberhard Christian Compe
Eberhard Christian Compe (* 22. Dezember 1788 in Göttingen; † 9. Dezember 1867 in Harburg, heute Hamburg) war ab 1846 als  Oberamtmann der erste Beamte des Amtes Harburg.

## Leben
Eberhard Christian Compe war Sohn des 1807 verstorbenen Amtmanns Compe im Amt Nienburg in Nienburg/Weser. Er studierte ab Herbst 1807 Rechtswissenschaften an der Universität Göttingen und gehörte zu den Stiftern des Corps Hannovera Göttingen am 18. Januar 1809. Er verließ Göttingen nach der Gendarmen-Affäre im August 1809. Nach dem Studium trat Eberhard Christian Compe in den Königlich Hannoverschen Dienst. Als Amtsassessor war er von 1824 bis 1837 Interimsadministrator im Amt Artlenburg. Nach ca. 10 Jahren Tätigkeit als Amtsassessor für die Stadt Harburg wurde Compe 1846 zum Harburger Amtmann, 1853 Oberamtmann, der erste Beamte des Amts Harburg. Mit dem Wasserbaudirektor Johann Heinrich Blohm war Eberhard Christian Compe Mitglied der Harburger Hafenbaukommission. Die Kommission setzte sich federführend für den Ausbau des Harburger Hafens ein. Der Ausbau des Hafens führte die Industrialisierung Harburgs fort. Compe wurde auf dem Alten Friedhof Harburg bestattet.

## Ehrungen
Die Stadt Harburg an der Elbe ernannte Compe im Jahr 1859 zum Ehrenbürger.
1950 wurde eine Straße nach Eberhard Christian Compe benannt.